# Вільгельм Гаазе
Вільгельм «Віллі» Гаазе (нім. Wilhelm «Willi» Haase; 17 травня 1906, Берлін — 23 травня 1952, Краків) — німецький офіцер, штурмбанфюрер СС.

## Біографія
Син інженера. Член НСДАП (партійний квиток № 23 458) і СС (посвідчення № 1 077). В 1941—1944 роках — начальник штабу керівника СС і поліції Кракова. За наказом Гаазе Амон Гет здійснив ліквідацію Краківського гетто 13-14 березня 1943 року. В січні 1944 року був засуджений судом СС до 6 місяців позбавлення волі та переведений у війська СС.
Після війни засуджений британським судом до двох років позбавлення волі, в 1950 році виданий Польщі. 26 червня 1951 року окружний суд Кракова засудив Гаазе до смертної кари. 23 травня 1952 року був повішений у в'язниці Монтелюпіх.

## Нагороди
- Золотий партійний знак НСДАП[4]
- Спортивний знак СА в бронзі[4]
- Медаль «За вислугу років у НСДАП» в бронзі (10 років)<ref name="ref01"/